# 印尼丙組足球聯賽
印尼足球丙级联赛（Liga Nusantara）是由印尼足球協會舉辦的職業足球聯賽，是印尼聯賽系統中第三等級的聯賽，於2014年舉辦首屆賽事。